# × Brassocattleya
× Brassocattleya – rodzaj roślin z rodziny storczykowatych (Orchidaceae). Obejmuje 5 gatunków, które są endemitami Brazylii w Ameryce Południowej. Występują w 4 regionach: Region Północny, Region Północno-Wschodni, Region Południowy, Region Południowo-Wschodni. Formuła hybrydowa rodzaju to Brassavola × Cattleya.

## Systematyka
Rodzaj sklasyfikowany do podplemienia Laeliinae w plemieniu Epidendreae, podrodzina epidendronowe ( Epidendroideae), rodzina storczykowate (Orchidaceae), rząd szparagowce (Asparagales) w obrębie roślin jednoliściennych.
Wykaz gatunków
- × Brassocattleya arauji Pabst & A.F.Mello
- × Brassocattleya felisminiana Campacci
- × Brassocattleya lindleyana Rolfe
- × Brassocattleya litoralis Campacci
- × Brassocattleya rubyae Braga